# Uliana Vasílieva
Uliana Yúrievna Vasílieva –en ruso, Ульяна Юрьевна Васильева– (San Petersburgo, 31 de julio de 1995) es una deportista rusa que compitió en curling. Ganó una medalla de oro en el Campeonato Europeo de Curling Femenino de 2016.

## Palmarés internacional
| Campeonato Europeo | Campeonato Europeo    | Campeonato Europeo | Campeonato Europeo |
| Año                | Lugar                 | Medalla            | Prueba             |
| ------------------ | --------------------- | ------------------ | ------------------ |
| 2016               | Renfrew (Reino Unido) | Medalla de oro     | Equipo             |